# Мелуштень
Мелуштень, Мелуштені (рум. Mălușteni) — село у повіті Васлуй в Румунії. Входить до складу комуни Мелуштень.
Село розташоване на відстані 240 км на північний схід від Бухареста, 52 км на південь від Васлуя, 111 км на південь від Ясс, 84 км на північ від Галаца.

## Населення
За даними перепису населення 2002 року у селі проживали 749 осіб, усі — румуни. Усі жителі села рідною мовою назвали румунську.